# Sturmtiger
El Tiger-Mörser, 38 cm RW61 auf Sturm(panzer)mörser Tiger, o Sturmmörser Tiger, més conegut com a Sturmtiger o Sturmpanzer VI, era un canó d'assalt alemany de la Segona Guerra Mundial, construït a partir del xassís del Tiger I i armat amb un morter naval, el SturmMörser RW61 L/5,4 de 380 mm. La seva tasca principal era proporcionar suport de foc a les tropes d'infanteria en els combats urbans. Només es van fabricar 18 unitats, a partir de tancs Tiger fets malbé.

## Desenvolupament
La idea per a un vehicle pesat capaç de caure edificis fortament defensats o àrees fortificades amb un tret va sorgir després de les experiències de la batalla de Stalingrad el 1942. En aquell moment, la Wehrmacht només disposava del Sturminfanteriegeschütz 33, una variant del StuG III armat amb un canó pesat de 150 mm. Dotze d'ells es van perdre en la lluita per Stalingrad.
El seu successor, el Sturmpanzer IV Brummbär va entrar en producció a començaments de 1943, però la Wehrmacht encara continuava buscant un vehicle similar, però molt més blindat. Per tant, es va prendre la decisió de crear un nou vehicle basat en el tanc Tiger i armat amb un canó obús de 210 mm.
Tanmateix, aquesta arma no estava disponible en aquell moment i va ser substituït per un morter llançacoets de 380 mm, que havia estat adaptat d'un llançacàrregues de profunditat de la Kriegsmarine.
El primer prototip era llest i va ser presentat a Hitler l'octubre de 1943. La producció va ser aprovada l'abril de 1944, després d'intenses proves. Entre agost i desembre es van completar 18 Sturmtiger. La producció era lenta a causa, parcialment, que els Sturmtiger estaven construïts a partir de tancs Tiger fets malbé o retirats del camp de batalla en comptes de ser vehicles nous.

## Disseny

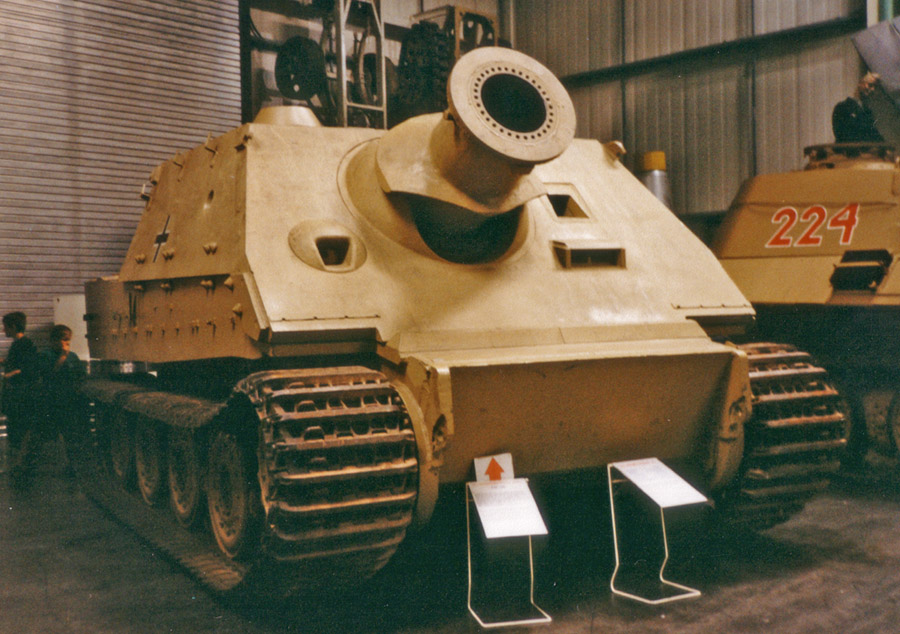
Sturmtiger que es conserva al museu Sinsheim.

El Sturmtiger estava basat en l'últim model del Tiger I, conservant el seu casc i suspensió. La part frontal de la superestructura del Tiger havia estat eliminada per fer espai al nou compartiment que muntava el morter llançacoets. Aquest es localitzava a la part davantera del vehicle, donant-li un aspecte de caixa.
Comparat amb el tanc Tiger, el Sturmtiger era molt més curt, només 6,28 metres davant dels 8,45 del Tiger, degut principalment al canó curt que portava el Sturmtiger. A més, era lleugerament més baix que el Tiger, 2,85 metres front els tres metres del tanc.

### Blindatge
Ja que el Sturmtiger seria utilitzat en terrenys urbanitzats, durant els combats en curtes distàncies, necessitava estar fortament blindat per sobreviure. El seu blindatge frontal era de 150 mm de gruix, a més d'estar inclinada, mentre que les planxes laterals era d'uns 80 mm Això va pujar el pes del vehicle de les 57 tones d'un Tiger, a les 68 tones.

### Armament
L'arma principal era un Raketenwerfer 61 L/5.4 de 380 mm, un llançacoets/morter de retrocàrrega, que disparava projectils autopropulsats de curta distància. Aquests projectils era d'aproximadament un metre i mig de longitud i podia contenir una càrrega explosiva de 125 kg. o una càrrega direccional per ser utilitzada contra fortificacions que podia penetrar fins a dos metres i mig de formigó reforçat. L'abast pràctic era d'uns cinc quilòmetres i mig. El pes total del projectil era entre els 345 i 351 quilograms. La primera càrrega accelerava al projectil fins als 45 m/segon, i els 40 kg. de la càrrega del coet l'accelerava fins als 250 m/segon.

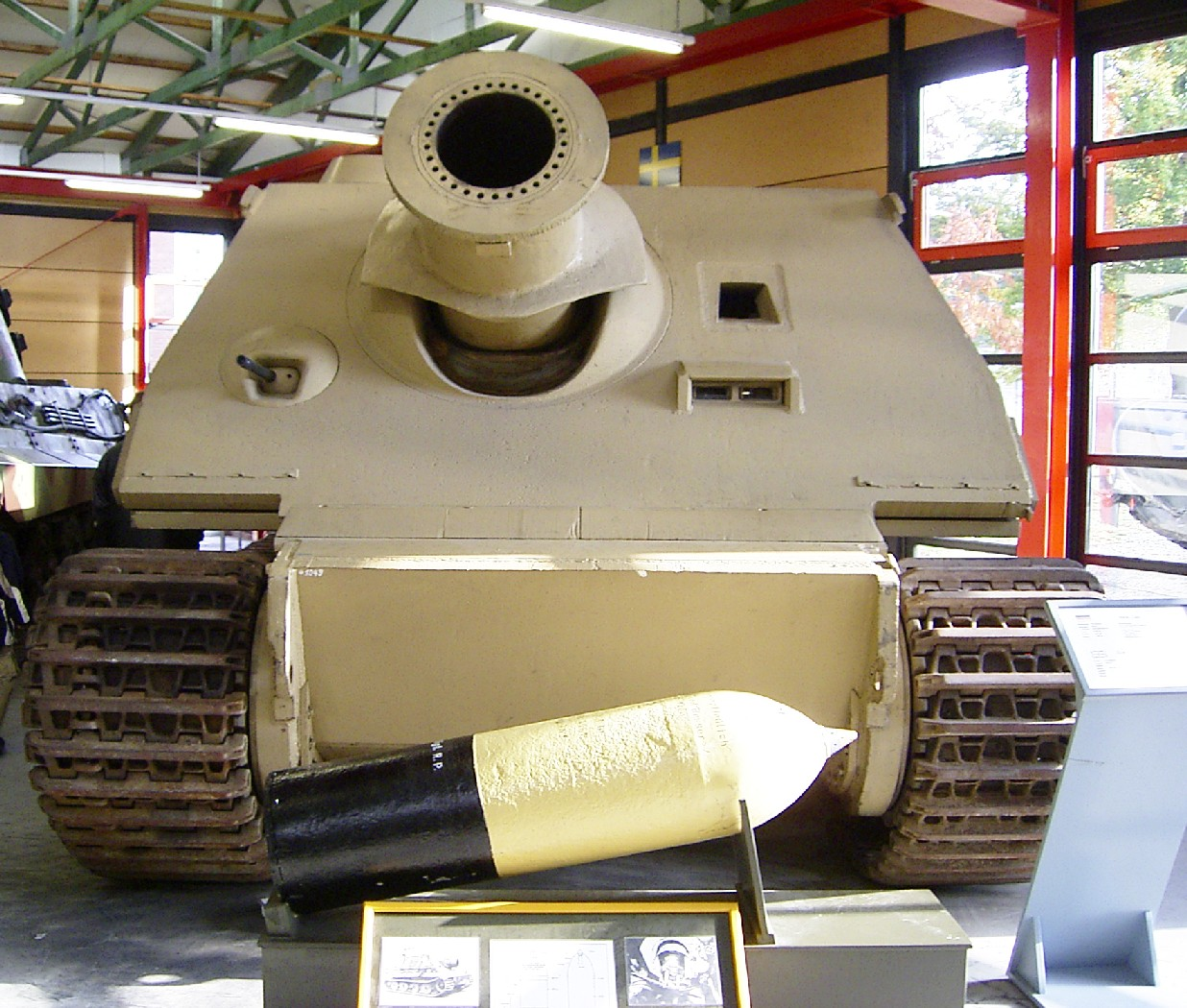
Sturmtiger, vista frontal, on es pot apreciar el canó i la munició.

El disseny del llançacoets va provocar alguns problemes. L'expulsió dels gasos calents no podia ser al compartiment de l'arma, i el canó|gorja no suportaria la pressió dels gasos si aquests no eren expulsats. Per tant, es va crear un anell de buits de ventilació al voltant del canó, que canalitzava els gasos i li donava un aspecte semblant a un saler.
A causa del volum de la munició, només es podia emportar 14 projectils, dels quals un ja estava en l'arma i un altre a la safata de càrrega. La resta era a dos compartiments de munició. Per poder carregar la munició dins del vehicle, es va col·locar una grua en la part posterior de la superestructura, al costat de l'escotilla de càrrega. Fins i tot així, la tripulació completa de cinc homes havia d'ajudar amb el carregament.
A l'escotilla de càrrega posterior hi havia el NbK 39 Nahverteidigungswaffe (arma de defensa pròxima) de 90 mm, que es feia servir per a defensa contra altres vehicles blindats i infanteria. Podia fer un gir circular complet i es tractava bàsicament d'un llançagranades de curt abast. Per a defensa contra infanteria, hi havia una metralladora MG34 col·locada en la part frontal.

## Combat

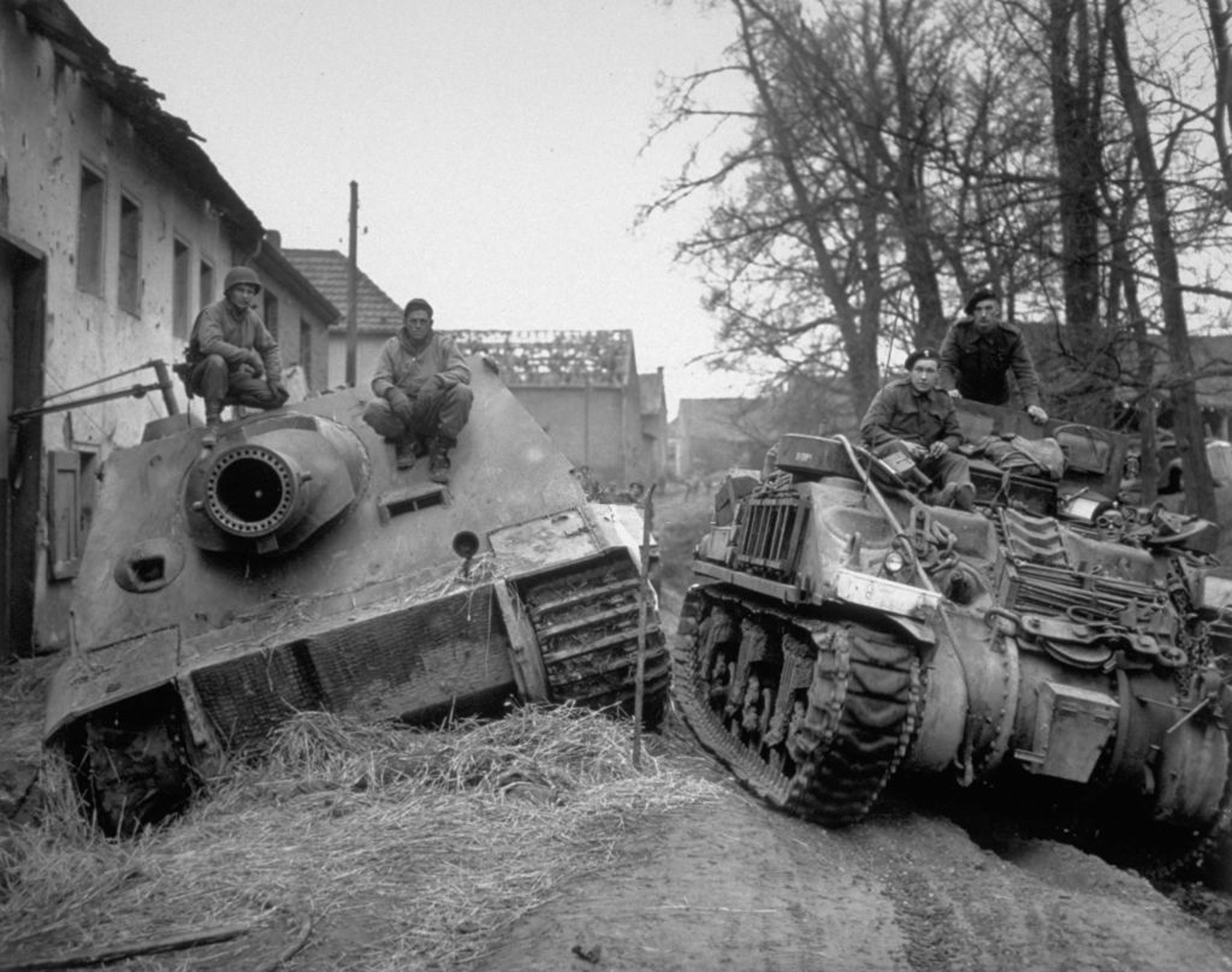
Sturmtiger a l'esquerra abandonat després d'una avaria i capturat per les tropes nord-americanes.

El paper original del Sturmtiger era ser un vehicle pesat de suport d'infanteria, per ajudar amb atacs contra àrees molt fortificades o urbanitzades. En el moment en què els primers Sturmtiger estaven disponibles, tanmateix, la situació per a Alemanya havia canviat per a pitjor, amb la Wehrmacht estant gairebé exclusivament en una posició defensiva en lloc d'una ofensiva.
Es van crear tres noves companyies Panzer per manejar els Sturmtiger: les Panzer Sturmmörser Kompanien (PzStuMrKp) 1000, 1001 i 1002. Originalment anaven a estar proveïdes cada una amb catorze vehicles, però aquesta quantitat va ser reduïda a quatre, dos per cada secció.
La PzStuMrKp 1000 va ser creada el 13 d'agost de 1944 i va lluitar durant la Revolta de Varsòvia amb dos vehicles, igual com el prototip en una acció separada, que va poder ser l'única vegada on el Sturmtiger va ser utilitzat per a la seva tasca original. La PzStuMrKp 1001 i 1002 van aparèixer a setembre i octubre. Tant la PzStuMrKp 1000 com la 1001 van servir durant la batalla de les Ardenes, amb un total de set unitats.
Després d'això, els Sturmtiger van ser utilitzats per a defensa d'Alemanya, principalment en el front occidental. Van demostrar ser excel·lents armes defensives, difícils de destruir excepte amb atacs aeris o bombardeigs d'artilleria. Alguns Sturmtiger van ser destruïts per forces enemigues, mentre que la majoria va ser abandonat o destruït per les seves pròpies tripulacions a causa d'errors|fallades mecànics o la falta de combustible.
Es conserven dos Sturmtiger, un al Museu Sinsheim d'Alemanya i l'altre al Museu del tanc de Kubinka, a prop de Moscou.